# 逗陣來作伴
9月25日(六)中午12:00-2:00播出。請鎖定110台天良綜合台『逗陣來作伴』最新一集。
《逗陣來作伴》是天良綜合台監製、於2021年8月14日首播的男女交友聯誼節目。在台灣社會老龄化的背景下，聚焦丧偶、离婚、未婚人士中的中高龄者。
8月14日（周六）首播后，每周同一时间下午兩點到四點播出。首播主持人為羅瑞誠、妞妞。另有婚禮主持高手黑面仔擔任特別來賓，在节目中穿針引線。

## 主持人
- 第一季：羅瑞誠、許寀菁
- 第二季：林智賢、許寀菁
- 第三季：梅東生、許寀菁

## 節目單元簡介
```
主角出場
```

所有"男主角"、"女主角"共同出場,會由女主持人"妞妞"來說出場者
```
來電時間
```

男女"主角"互看10秒臉來看看有沒有"戀愛"感覺"
```
好感度大調查
```

1分最低分 5分最高分,來給對方評分
應援團來加油
會來邀請藝人來唱歌與介紹男女主角
聊天時間
主持人會找話題來讓男女主角互相了解彼此
現場演唱
男女主角經由唱歌來更加了解彼此
心心相映時間
用圈跟叉來看看彼此是否可以配成"一對"來配對成功

## 外部連結
- YouTube上的天良綜合台直播頻道
- YouTube上的海苔老歌頻道-TW頻道
- 噓星聞 （页面存档备份，存于）
- 鏡週刊 （页面存档备份，存于）